# Robert Nessler
Robert Nessler (* 6. November 1919 in Innsbruck; † 18. Dezember 1996 in Hall in Tirol) war ein österreichischer Komponist, Dirigent und Musikpädagoge.

## Leben
Robert Nessler war der zweite Sohn des Kaufmanns Robert Nessler und dessen Frau Maria geb. Prader. Sein Bruder ist der Dirigent Siegfried Nessler (1913–1971). Bereits während seiner Schulzeit nahm Robert Nessler Klavierunterricht. Nach der Matura im Jahr 1938 studierte er Klavier und Dirigieren am Tiroler Landeskonservatorium in Innsbruck bei Fritz Weidlich und 1939 bis 1941 an der Musikakademie München Dirigieren sowie Komposition bei Joseph Haas.
Im Jahr 1942 wurde Nessler zum Reichsarbeitsdienst und nach einem Jahr zur Regimentsmusik als Hornist in der Militärmusik eingezogen. Nach Kriegsende war er ab dem Jahr 1945 am Tiroler Landestheater Innsbruck als Kapellmeister angestellt, sowie in den Jahren 1947/48 Konzertdirigent des Tiroler Rundfunkorchesters und freier Mitarbeiter beim Österreichischen Rundfunk.
Im Jahr 1947 heiratete Robert Nessler Gertrude Willner, ein Jahr später wurde der gemeinsame Sohn Fridolin geboren.
Nach dem plötzlichen Tod des Vaters Robert Nessler senior am 1. Februar 1953 gab er sämtliche musikalischen Tätigkeiten auf, um seine Mutter zu unterstützen und die Tabaktrafik in der Innsbrucker Maria-Theresien-Straße zu übernehmen.
Im Jahr 1955 heiratete Robert Nessler in zweiter Ehe die am Landestheater engagierte Tänzerin Margot „Mary“ Jerschik (1918–1998).
Im Jahr 1971 bekam Robert Nessler vom Bundespräsidenten den Titel „Professor“ verliehen. Nachdem er seine Tätigkeit als Komponist und Dirigent über Jahre hinweg ohne feste Anstellung ausgeübt hatte und ab 1970 die Aufgaben in der Tabaktrafik seinem Sohn überantwortet hatte (der die Trafik 1982 als Inhaber übernahm), trat Robert Nessler im Jahr 1974 eine Stelle am Innsbrucker Konservatorium als Lehrer für Komposition und Dirigieren an und begann seine Lehrtätigkeit in Kontrapunkt am musikwissenschaftlichen Institut der Universität Innsbruck.
Seit seiner Emeritierung im Jahr 1984 arbeitete Nessler freischaffend beim Österreichischen Rundfunk als Komponist und Dirigent.

## Werke (Auswahl)

### Ensemblemusik
- Dialoge – für Klavier und Flöte (1962)[4]
- Motionen – für sieben Soloinstrumente (1964)[4]
- Les poissons magiques – (Magische Fische). Vier Studien für Flöte und Violoncello nach einem Bild von Paul Klee (1968)[4]
- Divertimento – für Oboe, 3 Violinen und 3 Celli (1970)[4]
- Erstes Streichquartett – zum 70. Geburtstag von Herbert von Karajan (1977)[4]
- Musik für Streichquartett – zum Gedichtzyklus Hiob von Friedrich Punt (1979)[4]

### Orchestermusik
- Kleine Suite – für Streicher (1940)[4]
- Concertino im alten Stil – für Sologeige, Flöte, Streicher und Concertino (1942)[4]
- Introduktion und Allegro – In memoriam Antonio Vivaldi (1946)[4]
- Variationen über ein Thema von Johann Sebastian Bach – für Orchester (1959)[4]
- Sinfonie Nr. 1 – in einem Satz (1964)[4]
- Sonnengesang des Heiligen Franziskus von Assisi – für Sopran und Orchester (1965)[4]
- Concerto II – für Klavier, Streicher und Pauken (1972)[4]
- Präludium 73 – für großes Orchester (1973)[4]